# I. Szarenput

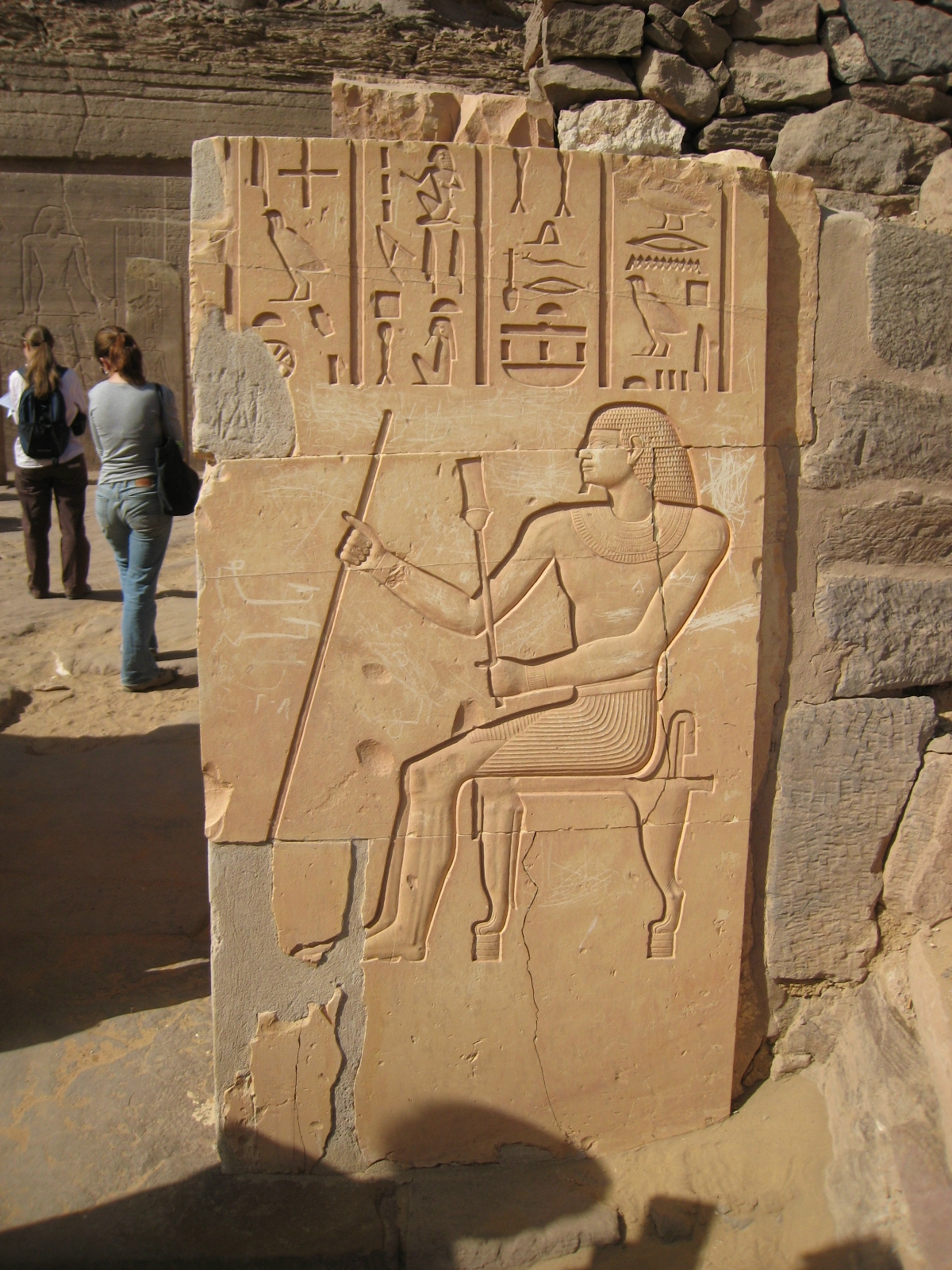
Szarenput ábrázolása sírja bejáratánál

I. Szarenput (z3-rnp.wt; „Az évek fia”) ókori egyiptomi hivatalnok volt a XII. dinasztia idején; a felső-egyiptomi 1. nomosz kormányzója és Elephantiné polgármestere, valamint Szatet papjainak elöljárója I. Szenuszert uralkodása alatt. Főleg Kubbet el-Hawa-i hatalmas sírjából (36-os sír) ismert, valamint említik egyik elődje, az istenített Hekaib szentélyében.

## Pályája
Életrajzi felirata fennmaradt sírjában, valamint a Hekaib számára emeltetett szentélyben is. A szöveg nagyrészt idealizált életrajz, de így is bepillantást nyújt életének egyes, konkrét eseményeibe. Apja neve Hapi, nagyapjáé Nebhenti volt. Anyját Szattjeninek hívták, ahogy feleségét is. Felmenőiről nem tudni többet, de hivatalnoki címeket egyikük sem visel. A sírjában található felirat szerint Szarenput a király, I. Szenuszert segítségére volt núbiai hadjárata során; az uralkodó jutalmul kézműveseket küldött neki sírja kialakításához. Szarenputot az uralkodó nevezte ki hivatalába; ennek a nomosznak valószínűleg a legelső kormányzója volt.
Szarenput számos címet viselt, többek közt Felső-Egyiptom első nomoszának, Ta-Szetinek a kormányzója, Elephantiné polgármestere, Szatet papjainak elöljárója és az idegen földek felügyelője volt. Távoli elődeihez, Harhufhoz és Hekaibhoz hasonlóan a király személyes kereskedelmi kapcsolattartója is volt, aki a Núbiából érkező áruval foglalkozott.
Szarenput volt az első, aki szentélyt építtetett a VI. dinasztia idején élt elephantinéi kormányzó, a helyi istenként tisztelt Hekaib kultuszhelyén. Ugyanitt saját magának is építtetett egy szentélyt, sztélékkel és egy szoborral, amely őt ábrázolta. Számos említése innen származik.
Fia, I. Hekaib követte a polgármesteri székben; unokaöccse, II. Szarenput később szintén kormányzó lett.

## Sírja
Szarenput nagyméretű sziklasírját (Kubbet el-Hawa, 36) kívülről mélydomborműves díszítésű, belsejét élénk színekkel festették. A sír három, folyosókkal összekötött, egymást követő folyosóból áll; az első két kamrában oszlopsor áll, a legbelsőben pedig falfülkét alakítottak ki a tulajdonos szobra számára. Sajnos az idők folyamán a teljes sírt nagy mértékű károsodás érte.
A külső domborművek nagy részén Szarenput rokonaival és kutyáival szerepel, a bent fennmaradt festmények egyikén Hnum isten előtt ábrázolják, ami azért jelentős, mert ebben a korban magánsírban még ritka az ehhez hasonló jelenet. Életrajza két példányban készült el, az egyik a sír külső falán, a másik a sír belsejében található. Művészeti szempontból nagy a kontraszt a külső ajtókeretre faragott reliefek és a sír homlokzatán lévők között; előbbi sokkal jobb minőségű, és valószínűleg királyi kézműves alkotása, utóbbi durvább kialakítású, valószínűleg helyi mesteremberé.

## Fordítás
- Ez a szócikk részben vagy egészben  a   Sarenput I című angol Wikipédia-szócikk ezen változatának fordításán alapul.  Az eredeti cikk szerkesztőit annak laptörténete sorolja fel. Ez a jelzés csupán a megfogalmazás eredetét és a szerzői jogokat jelzi, nem szolgál a cikkben szereplő információk forrásmegjelöléseként.
- Ez a szócikk részben vagy egészben  a   Sarenput I. című német Wikipédia-szócikk ezen változatának fordításán alapul.  Az eredeti cikk szerkesztőit annak laptörténete sorolja fel. Ez a jelzés csupán a megfogalmazás eredetét és a szerzői jogokat jelzi, nem szolgál a cikkben szereplő információk forrásmegjelöléseként.

## Külső hivatkozások
- Szarenput sírja (angolul)